# Boerenwormkruidroest
De boerenwormkruidroest (Puccinia tanaceti) is een schimmel behorend tot de familie Pucciniaceae. De soort doorloopt een ontwikkelingscyclus met spermogonia, aecia, uredinia, telia. Als autoecische parasiet ondergaat het geen gastheerwisseling.

## Kenmerken

### Uiterlijke kenmerken
Puccinia tanaceti is alleen met het blote oog te herkennen aan de sporenafzettingen die op het oppervlak van de gastheer uitsteken. Ze groeien in "nesten" die verschijnen als geelachtige tot bruine vlekken en puisten op bladoppervlakken.

### Microscopische kenmerken
Zoals bij alle Puccinia-soorten groeit het mycelium van Puccinia tanaceti intercellulair en vormt het zuigdraden die in het opslagweefsel van de gastheer groeien. De kaneelbruine uredinia van de schimmel groeien in een cirkel aan de onderzijde van de waardbladeren. Uw kaneelbruine uredosporen zijn 28-32 × 22-26 µm groot, breed ellipsvormig tot ovaal en stekelig. De telia van de soort, die in cirkels aan de onderzijde van de bladeren groeien, zijn zwartbruin, compact en glad. De heldere kastanjebruine teliosporen zijn tweecellig, meestal ellipsoïde en meestal 40-56 × 22-28 µm groot. De steel is kleurloos en tot 110 µm lang.

## Verspreiding
Het bekende verspreidingsgebied van Puccinia tanaceti omvat de hele wereld. Er zijn talloze waarnemingen gemeld uit Noord-Amerika en Europa, en minder talrijk in Zuid-Amerika, Azië, Afrika en Nieuw-Zeeland. In Nederland komt de boerenwormkruidroest vrij zeldzaam voor. Hij staat niet op de rode lijst en is niet bedreigd.

## Ecologie & verspreiding
Biotrofe parasiet die uredinia en telia vormt meest op de onderzijde van blad van Alsem (Artemisia), Chrysant (Dendrathema en Glebionis), Margriet (Leucanthemum, maar niet de Gewone margriet) en Wormkruid (Tanacetum vulgare en Tanacetum parthenium). In Noord-Amerika komt ook het spermogonia/aecia voor op dezelfde waardplanten. In Nederland vooral bekend van boerenwormkruid. De schimmel voedt zich met de voedingsstoffen die aanwezig zijn in het opslagweefsel van de plant, zijn sporenopslag breekt later door het bladoppervlak en laat sporen vrij.

## Foto's

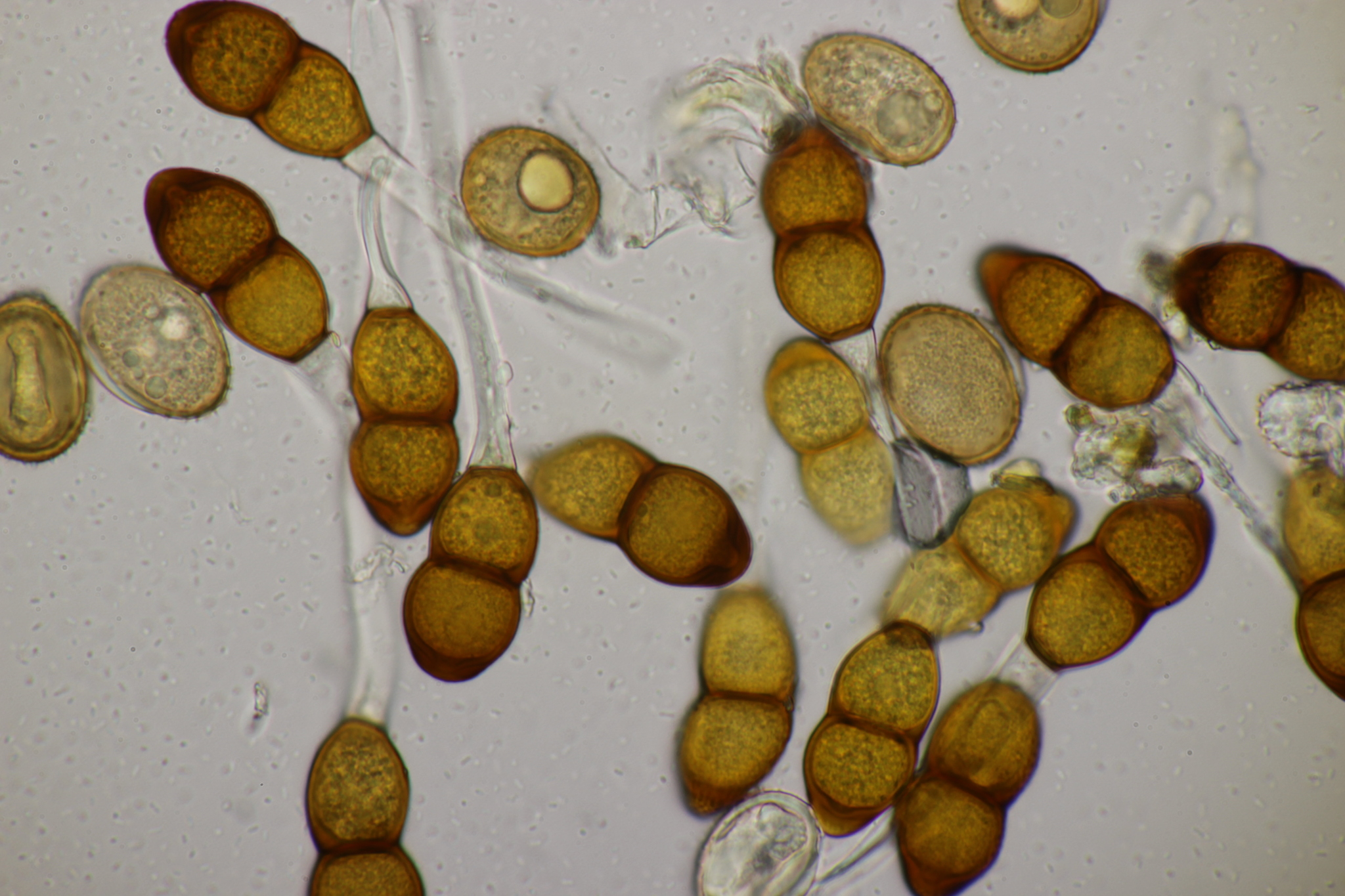
Teliosporen
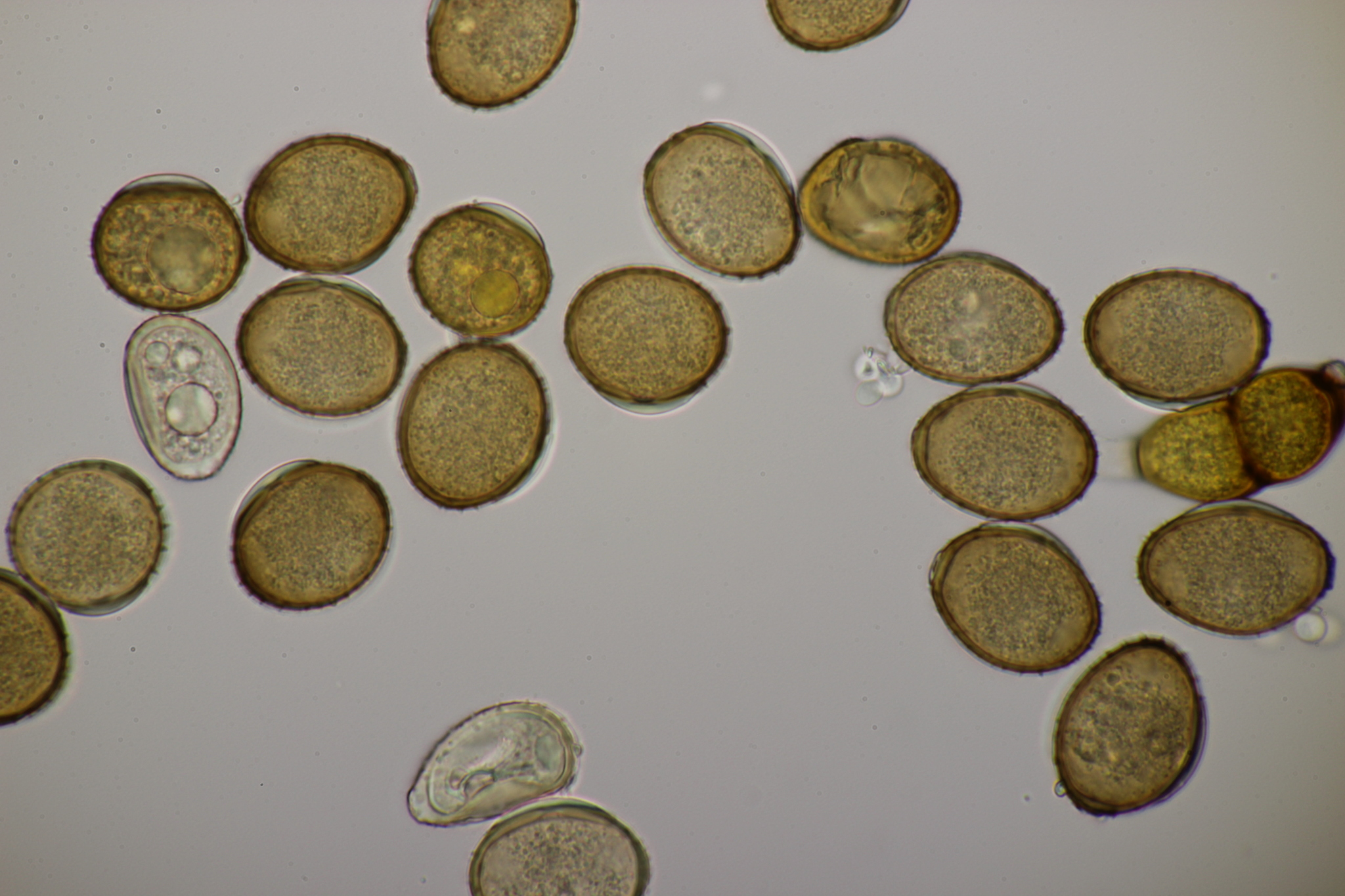
uredospore met duidelijke kapjes over de kiemporen